# Valença (Portugal)
Valença, voluit Valença do Minho, is een gemeente in het Portugese district Viana do Castelo.
De gemeente heeft een totale oppervlakte van 117 km² en telde 14.187 inwoners in 2001.

## Plaatsen in de gemeente
- Arão
- Boivão
- Cerdal
- Cristelo Covo
- Fontoura
- Friestas
- Gandra
- Ganfei
- Gondomil
- Sanfins
- São Julião
- São Pedro da Torre
- Silva
- Taião
- Valença
- Verdoejo

Arcos de Valdevez · Caminha · Melgaço · Monção · Paredes de Coura · Ponte da Barca · Ponte de Lima · Valença · Viana do Castelo · Vila Nova de Cerveira

Portugal: Districten